# Quake
A Quake az első technikailag is 3 dimenziós FPS (first person shooter – belső nézetű lövöldözős) játék, ami 3D gyorsítás nélkül futott. 1996-ban jelent meg, az id Software gondozásában, hatalmas sikert aratva.

## Játékmenet

### Egyjátékos mód
A Játékos egy bevezető pályán kezd, ahol különböző kapukba sétálva kiválasztja a nehézségi szintet.
A nehézségi szinttel változik az ellenségek száma, és a gyengébb típusúak helyett erősebbek lesznek. A pályák felépítése is különbözhet kis mértékben a választott szinttől függően.
Ha kiválasztottuk a nehézségi szintet, négy folyosó van előttünk. Négy epizód kapujai ezek.
1. Doomed Dimenson (halálraítélt dimenzió)
2. Realm of Black Magic (a fekete mágia birodalma)
3. Netherworld (alvilág)
4. The Elder World (az öregebb világ)

Ha sikerült a 30 pályát sikeresen végigküzdenünk, akkor újra legelső bevezető pályán találjuk magunkat, de ezúttal a terem közepén van egy széles lépcső. Ezen le kell menni, és beleugrani a kapuba. Ez az utolsó pálya, ahol a főellenséggel kell megküzdenünk.

### Többjátékos Mód
Deathmatch: "Mindenki mindenki ellen" vagy "Free for all"-nak is nevezik. Nincsenek csapatok, mindenki az ellenségünk. Az győz, aki leghamarabb eléri a kitűzött pontszámot (amit az ellenfelek megöléséért kapunk), vagy aki a meghatározott időkorlát lejártakor a legtöbb pontszámmal rendelkezik.
CTF: "Capture the flag" - csapatos játékmód. A játék célja elrabolni az ellenség zászlaját, és a saját zászlónkhoz érinteni (ami épp a bázisunkban van). Ezzel a csapatunknak egy pontot szerzünk. Az a csapat győz, amelyik leghamarabb eléri a kitűzött pontszámot (amit a zászlócserékért kapnak), vagy amelyik a meghatározott időkorlát lejártakor a legtöbb pontszámmal rendelkezik.

### Fegyverek
Axe (balta, fejsze): Mindig nálunk lévő közelharci fegyver. Egy ütéssel 20 életerőt sebez.
Shotgun (sörétes puska): A baltához hasonlóan ez is alapfegyver. 6db sörétet lő ki, ha mind talál, az 24 sebzést jelent. Tűzgyorsasága 2 lövés / másodperc, távolra is elég pontos a kis szórása miatt. Sörétes puska lőszert használ (shells).
Double barreled shotgun (dupla csövű sörétes puska): Dupla cső, dupla sebzés (14 sörét / 56 sebzés), lassabb tűzgyorsaság és jóval nagyobb szórás jellemzi. Ugyanazt a lőszert használja mint az egycsövű testvére.
Nailgun (szögvető): A kis sebzést (9 sebzés / szeg) nagy tűzgyorsasággal kompenzálja (10 szeg / másodperc). Nagy távolságra is pontos, azonban mozgó célok esetén számolni kell azzal, hogy a sörétes puskákkal ellentétben a lövedéknek röppályája és repülési ideje van. Lőszerként szegeket használ (nails).
Super nailgun (szuper szögvető): Igazi lőszerzabáló, a maximális 200 darab lőszert 10 másodperc alatt képes kilőni. Ennek megfelelően hatalmas sebzést nyújt, érdemes nagyon pontosan célozni vele!
Grenade Launcher (gránátvető): Időzített robbanó gránátokat lő ki, direkt találat esetén azonban a gránát 120 sebzést okozva azonnal robban. Falakat használva, mandinerből pattintva is célba juttathatjuk. Robbanó gránáton ugorva a lökés erejét felhasználva magasabb helyekre is eljuthatunk (grenade jump - ennél a mutatványnál megahealth vagy páncél ajánlott!) Gránát lőszert használ (grenades).
Rocket launcher (rakétavető): Becsapódáskor robbanó tölteteket lő ki, melyek 100-120 sebzést okoznak. A robbanás a gránáthoz hasonló lökéshullámmal jár. Ezt olyan technikákhoz is fel lehet használni, mint a "rocket jump" - a játékos maga alá lövi a rakétát, és a robbanással egy időben ugrik egyet, ezzel magasabbra jutva. Megahealth vagy páncél nélkül végrehajtott rocket jump azonnali halált okozhat! Rakétalőszert használ (rockets).
Lightning gun (villámvető): Egy elektromos sugarat lő ki. Sebzése folyamatos és nagy (300 sebzés / másodperc), érdemes pontosan célozva az ellenfélen tartani a sugarat. A fegyver lőtávolsága korlátos, messze lévő célok ellen hatástalan. Ha vízben használjuk (discharge), akkor a fegyver kisül, az összes rendelkezésre álló lőszert egy pillanat alatt elhasználva. Ezzel magunkat és a vízben található összes ellenfelet sebezzük vele, az esetek 99%-ban számunkra is azonnali halált okozva. Lőszernek elemet használ (cells).

### Ellenségek
Grunt: Egyszerű katona, shotgunnal tüzel.
Rotweiller: Kutya.
Enforcer: Kommandós, lézerfegyverrel lő, kicsit testesebb mint a Grunt.
Ogre: Láncfűrésszel támad, gránátokat lő ki távolra.
Knight: Lovag, fegyvere a kard.
Scrag: Levegőben lebegő fehér szellem, zöld sugarakat lő.
Fiend: Kutyára vagy majomra hasonlító erősebb szörny, ugrásból való ütése akár 50 életpontot is levehet. Leghatásosabb ellene a Nailgun.
Zombie: Előholt, robbanással lehet megölni, vagy aktív Quad powerup alatt bármilyen fegyverrel (baltával is). A sima lőfegyverektől csak elájul - egy kis idő után újból feltámad. Húsdarabokkal dobál.
HellKnight: Pokollovag, erős, nagydarab, magas viking sisakot viselő ellenség. Közelre kardjával sebez, messzire tüzes tüskéket lő ki. Nem kell rá 3 rakétát pazarolni, 2 rakéta és egy duplacsövű sörétes puska lövés le tudja teríteni.
Fish: Hal, harapással támad.
Shambler: Nagy, bőrszínű, csupasz (bár egyesek szerint szőrös) két lábon járó és medvére hasonlító szörny. Közelről karmaival támad, távolról villámokat szór a játékosra. Nehéz megölni, a Lightning gun és a Super Nailgun ellene a leghatékonyabb. Rakéták és gránátok csak a felét sebzik rajta.
Vore: Háromlábú pók, nyomkövető robbanó lila tüskés bombákat lő ki. Leghatásosabb fegyver ellene a rakétavető.
Spawn: Kék, ragacsos szörny. Gyakran ugrál, ahányszor a játékoshoz ér, megsebezi. Ha meghal, akkor felrobban - ami nagyon sokat sebez. Különös ismertetőjele a messziről hallható böfögésre hasonlító hang. A leghatásosabb fegyver ellene a Nailgun.
Két főellenség van: Chton és Sub-niggurath. Őket nem lehet fegyverekkel a hagyományos módon elpusztítani, különleges stratégiát kell alkalmazni ellenük.

### Tárgyak
Health pack: Felvéve az életerőt azonnal megnöveli. Kétféle változata van, 15 illetve 25 pontnyi életerőt gyógyítanak (max. 100 pontig).
Megahealth: 100 életerőt gyógyít. Az egyetlen módja, hogy normál játékban a maximum 100 fölé növekedjen az életerő. Többet is felvehetünk belőle, de az életerő nem fogja meghaladni a 250 pontot. A felvételt követően néhány másodperc elteltével az életerő folyamatosan csökkenni kezd, míg el nem éri a 100 pontot.
Green Armor: 100 páncél érték. A sebzések 30%-át elnyeli, melyek a páncél értékét csökkentik.
Yellow Armor: 150 páncél érték. A sebzések 60%-át elnyeli, melyek a páncél értékét csökkentik.
Red Armor: 200 páncél érték. A sebzések 80%-át elnyeli, melyek a páncél értékét csökkentik.
Ring of Shadows: Felvéve 30 másodpercre "láthatatlanná" válunk. Egyjátékos módban a szörnyek nem támadnak, ha mi sem támadjuk őket, több játékos módban pedig csak a szeme látszik a tárgyat használó játékosnak (tehát nem ad teljes láthatatlanságot, de az észlelést nagy mértékben nehezíti). Több játékos módban 5 percenként jelenik meg újra.
Quad Damage: Felvéve 30 másodpercig minden fegyverünk 4x-es sebzést okoz. Rakétával és gránátvetővel óvatosan kell használni, mert egy közeli általunk okozott robbanás számunka is végzetes lehet. Több játékos módban egy percenként jelenik meg újra.
Pentagram Of Protection: Felvéve 30 másodpercig halhatatlanná válunk. Csak az életerőt védi, ha a hatása alatt eltalálnak, a páncélunk értéke csökken! Több játékos módban 5 percenként jelenik meg újra.
Biosuit: Felvéve 30 másodpercig szabadon úszhatunk vízben (nem fulladunk meg) és savban (nem sebez, nem fulladunk meg).
CTF rúnák (egy játékosnál egyszerre egy rúna lehet):
- Haste: dupla mozgási és tüzelési sebesség.
- Strength: dupla sebzés. Quad-al kombinálva 8x-os sebzés!
- Resistance: a sebzések felét elnyeli.
- Regeneration: folyamatosan tölti az életet (és ha van páncélja a játékosnak, akkor azt is) 150-ig. Megahealth-el 250-ig növelt életerőt nem engedi csökkenni.

Single player tárgyak: Silver Key, Gold Key, Silver Runkey, Gold Runkey, Silver Keycard, Gold Keycard

## Kiegészítők
A játékhoz később két kiegészítő packot is kiadtak. Az első volt a Scourge of Armagon, amit a Hipnotic Software készített, a második pedig a Dissolution of Eternity, amit a Rogue Entertainment készített.
Mindkettő pack új ellenfeleket és fegyvereket tartalmazott, illetve új fejezeteket és pályákat is.
A kritikák általában pozitívak voltak mindkét kiegészítő packnál.